# أنكا 3
تي أيه آي أنكا-3 (بالإنجليزية: TAI Anka-3) هي طائرة مسيرة قتالية شبحية في شكل الجناح الطائر، تطورها الشركة التركية للصناعات الجوية والفضائية. وهي إحدى مكوني مشروع إم آي يو س، مع طائرة بيرقدار قزل إلما. تناقلت وكالات الأنباء إمكانية عمل الطائرة المسيرة مع طائرة الجيل الخامس قآن.
وفقًا لأحد المهندسين المشاركين في مشروع التطوير بدأ تطوير الطائرة جديًّا في الربع الأول من 2022. ذكر رئيس رئاسة الصناعات الدفاعية التركية إسماعيل ديمير أن الطائرة ستجري أول طلعة في أبريل 2023، لكنها حلقت أول مرة في 28 ديسمبر 2023، كان تحليقها لأكثر من ساعة ووصلت لارتفاع 8000 قدم (2.4 كلم). حلقت الطائرة لمدة ساعتين وعلى ارتفاع 10,000 قدم، في ثالث اختبار طيران، في مارس 2024، حيث اختُبرت نظم الطيران الآلي وآليات الطيران. في أغسطس 2024، اجتازت الطائرة اختبارًا آخر بسحب عجلات الهبوط أثناء الطيران. في سبتمبر 2024، أعلنت الشركة التركية للصناعات الجوية والفضائية عن أول تحليق بالذخيرة للطائرة. في 13 يناير 2025، أجرت أنكا-3 أول إطلاق ناجح لقنبلة طولون من هيكلها الداخلي، جرى الإطلاق على ارتفاع 20,000 قدم بسرعة 180 عقدة.
في أبريل 2025، أجريت تجربة ناجحة لإطلاق مسيرة تي أيه آي سوبر شيمشيك النفاثة من طائرة أنكا-3.
في 25 يونيو 2025، هبطت طائرة أنكا-3 هبوطًا اضطراريًّا عنيفًا أثناء طلعة جوية ضمن نشاطات مناورة نسر الأناضول 2025.